# Marszałek Sejmu Rzeczypospolitej Polskiej
Marszałek Sejmu – w Polsce poseł, będący najwyższym przedstawicielem izby niższej (Sejmu) polskiego parlamentu, stoi na straży praw i godności Sejmu Rzeczypospolitej Polskiej i kieruje jego pracami.

## Wybór
Wybierany jest spośród posłów na pierwszym posiedzeniu Sejmu. Po złożeniu przez posłów ślubowania marszałek senior przeprowadza wybór marszałka Sejmu. Kandydaturę zgłosić może grupa 15 posłów, a wyboru dokonuje się większością bezwzględną w głosowaniu imiennym. Jeżeli żaden z kandydatów nie uzyska wymaganej większości, wówczas przeprowadza się kolejną turę głosowania, skreślając z listy kandydatów tego, który otrzymał najmniejszą liczbę głosów. Po wyborze marszałka dokonuje się wyboru jego zastępców – wicemarszałków.
W przypadku śmierci albo rezygnacji z funkcji marszałka Sejmu jego obowiązki wynikające z regulaminu Sejmu sprawuje najstarszy wiekiem wicemarszałek Sejmu aż do chwili wyboru nowego marszałka.

## Obowiązki
- reprezentuje Sejm,
- zwołuje posiedzenia Sejmu,
- przewodniczy obradom Sejmu, Zgromadzenia Narodowego, a także wszystkim wspólnym posiedzeniom Sejmu i Senatu,
- czuwa nad tokiem i terminowością prac Sejmu i jego organów,
- kieruje pracami Prezydium Sejmu i przewodniczy jego obradom,
- zwołuje Konwent Seniorów i przewodniczy jego obradom,
- nadaje bieg inicjatywom ustawodawczym i uchwałodawczym, wnioskom organów państwa i petycjom skierowanym do Sejmu po zasięgnięciu opinii Prezydium Sejmu,
- załatwia sprawy z zakresu stosunków Sejmu z parlamentami innych krajów,
- sprawuje pieczę nad spokojem i porządkiem na całym obszarze należącym do Sejmu oraz wydaje stosowne zarządzenia porządkowe, w tym o użyciu w razie konieczności Straży Marszałkowskiej,
- nadaje, w drodze zarządzenia, statut Kancelarii Sejmu,
- ustala projekt budżetu Kancelarii Sejmu,
- wyznacza termin wyborów prezydenckich,
- zastępuje Prezydenta RP do czasu objęcia urzędu przez Prezydenta w przypadku:
  - nieobjęcia urzędu przez nowo wybranego Prezydenta spowodowanego odmową złożenia przysięgi lub stwierdzeniem nieważności wyboru,
  - czasowej niezdolności Prezydenta do sprawowania urzędu (na podstawie zawiadomienia głowy państwa lub decyzji Trybunału Konstytucyjnego),
  - postawienia Prezydenta w stan oskarżenia przed Trybunałem Stanu,
  - wygaśnięcia mandatu prezydenckiego przed upływem kadencji – spowodowanego:
    - śmiercią Prezydenta,
    - zrzeczeniem się przez Prezydenta urzędu,
    - złożeniem Prezydenta z urzędu orzeczeniem Trybunału Stanu,
    - uznaniem przez 2/3 ustawowej liczby członków Zgromadzenia Narodowego trwałej niezdolności Prezydenta do sprawowania urzędu ze względu na stan zdrowia.

Marszałek Sejmu tymczasowo, do czasu wyboru nowego Prezydenta Rzeczypospolitej, wykonuje obowiązki Prezydenta Rzeczypospolitej (w razie braku możliwości podjęcia przez niego obowiązków przechodzą one na ręce Marszałka Senatu),
- wraz z Marszałkiem Senatu wyraża opinię dotyczącą skrócenia kadencji parlamentu przez Prezydenta,
- posiada prawo wnioskowania do Trybunału Konstytucyjnego o zbadanie konstytucyjności aktu normatywnego oraz o rozstrzygnięcie sporu kompetencyjnego,
- opiniuje ustawę, którą Prezydent RP ma zamiar podpisać, z pominięciem przepisów uznanych przez Trybunał Konstytucyjny za sprzeczne z Konstytucją,
- przy nadawaniu biegu inicjatywom ustawodawczym ma prawo dokonania ich wstępnej kontroli pod względem zgodności z prawem,
- decyduje o obniżeniu diety bądź uposażenia posła,
- ma wyłączne prawo wnioskowania o odwołanie Rzecznika Praw Obywatelskich (w przypadku jego rezygnacji, w pozostałych przypadkach prawo to służy też grupie przynajmniej 35 posłów),
- wysuwa kandydaturę na Prezesa Najwyższej Izby Kontroli,
- w porozumieniu z odpowiednimi organami władzy powołuje:
  - szefa Kancelarii Sejmu i jego zastępców,
  - wiceprezesów i członków kolegium Najwyższej Izby Kontroli,
  - Głównego Inspektora Pracy i jego zastępcę,
  - Radę Ochrony Pracy,
- ogłasza teksty jednolite ustaw.

## Odwołanie

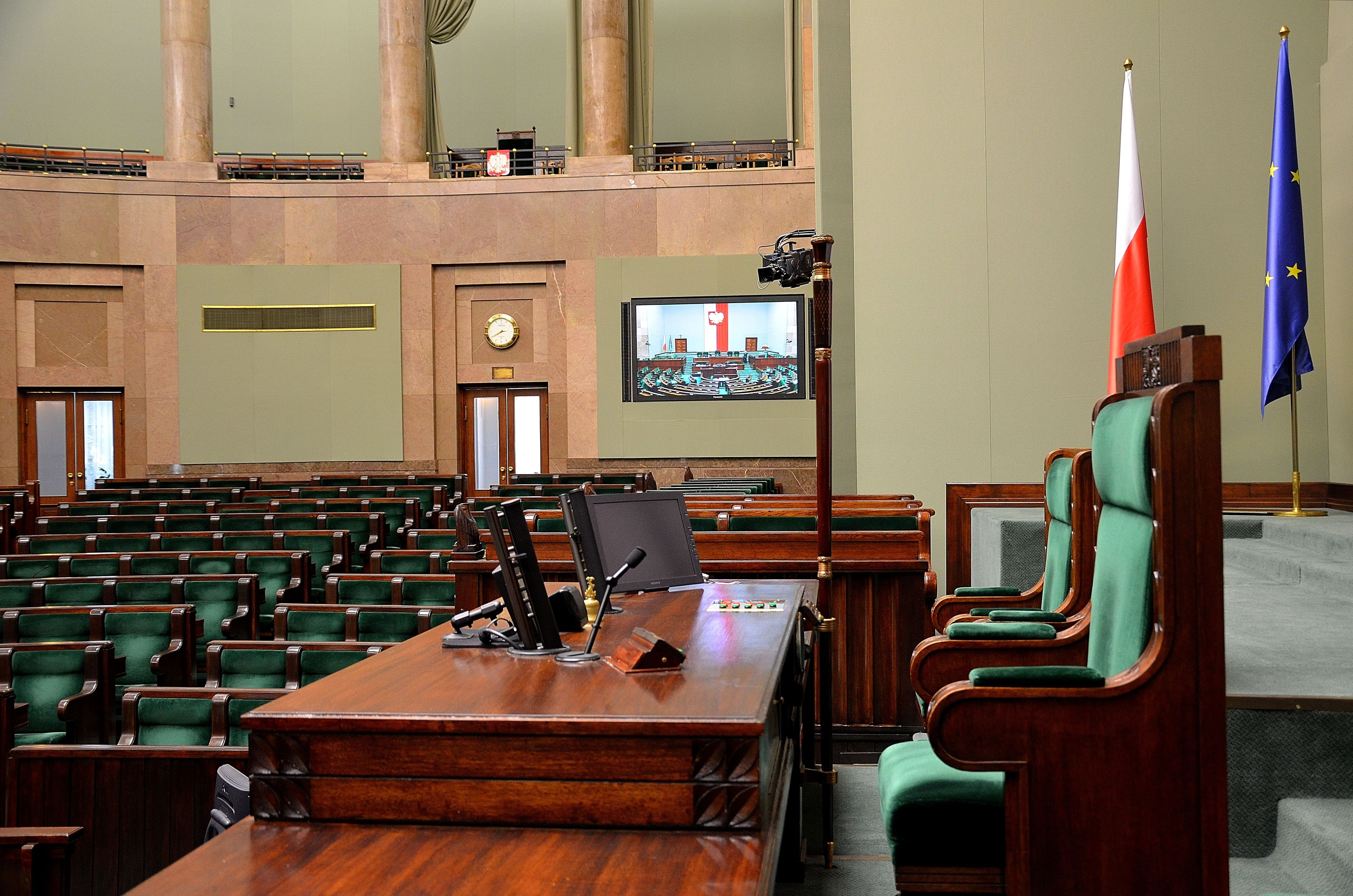
Fotel Marszałka w Sali Posiedzeń Sejmu

Marszałek Sejmu może zostać odwołany na wniosek złożony przez co najmniej 46 posłów, w którym zostanie imiennie wskazany kandydat na jego następcę. Głosowanie odbywa się bezwzględną większością głosów w obecności co najmniej połowy ustawowej liczby posłów i jest przeprowadzane w jednym głosowaniu. Jeżeli zostanie złożony więcej niż jeden wniosek o odwołanie, są one rozpatrywane łącznie, jednak poddanie ich pod głosowanie następuje oddzielnie według kolejności złożenia. W przypadku przyjęcia jednego z wniosków, pozostałe nie podlegają głosowaniu. Rozpatrzenie wniosku i poddanie go pod głosowanie następuje na najbliższym posiedzeniu Sejmu przypadającym po upływie 7 dni od dnia jego złożenia, nie później jednak niż w terminie 45 dni od dnia złożenia wniosku.

## Marszałek i wicemarszałkowie X kadencji
Marszałek:
- Szymon Hołownia (Polska 2050) – od 13 listopada 2023

Wicemarszałkowie:
- Dorota Niedziela (Koalicja Obywatelska) – od 13 listopada 2023
- Monika Wielichowska (Koalicja Obywatelska) – od 13 listopada 2023
- Piotr Zgorzelski (Polskie Stronnictwo Ludowe) – od 13 listopada 2023
- Włodzimierz Czarzasty (Nowa Lewica) – od 13 listopada 2023
- Krzysztof Bosak (Konfederacja) – od 13 listopada 2023

## Laski marszałkowskie

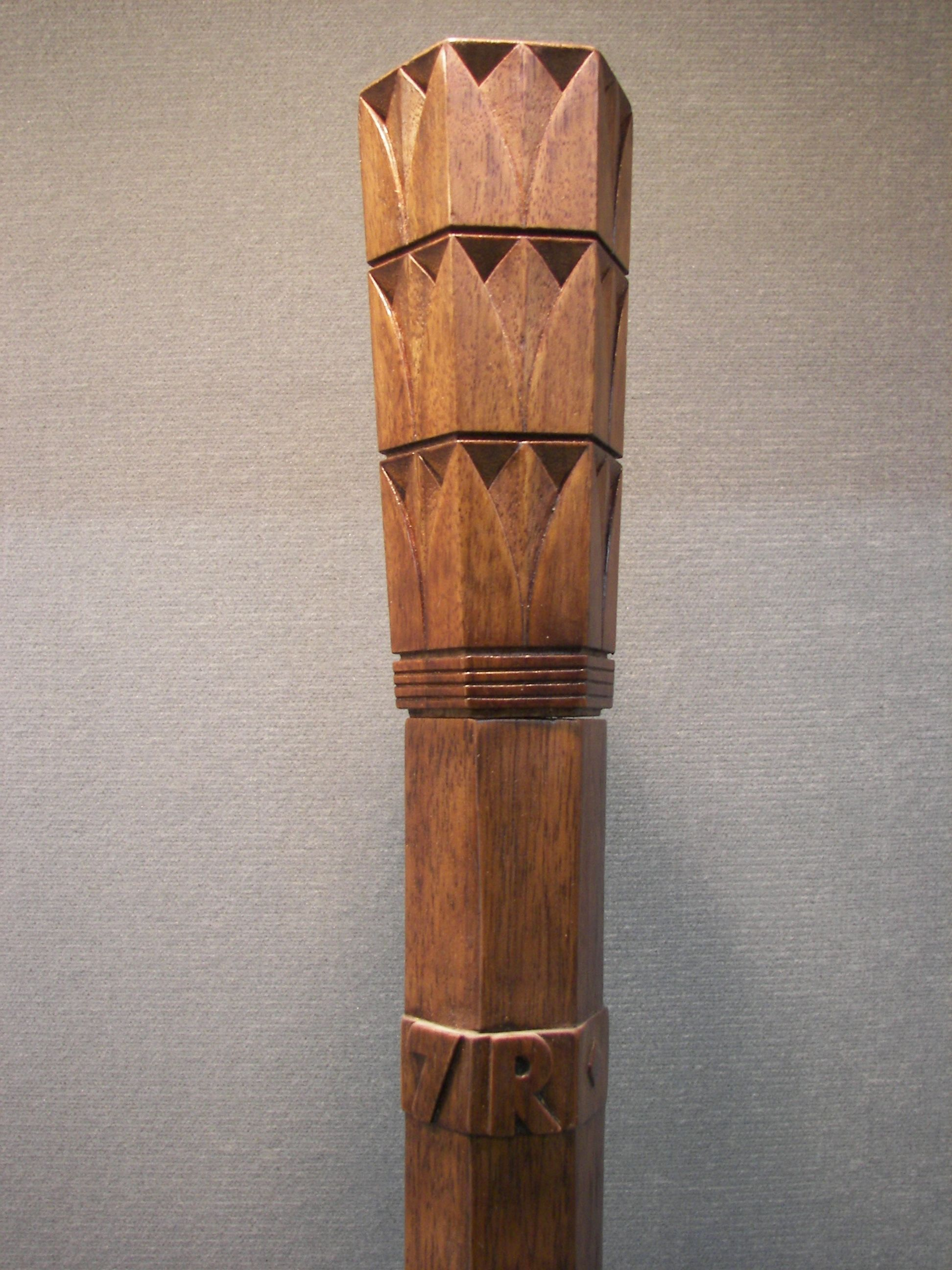
Głownia laski marszałka Sejmu RP
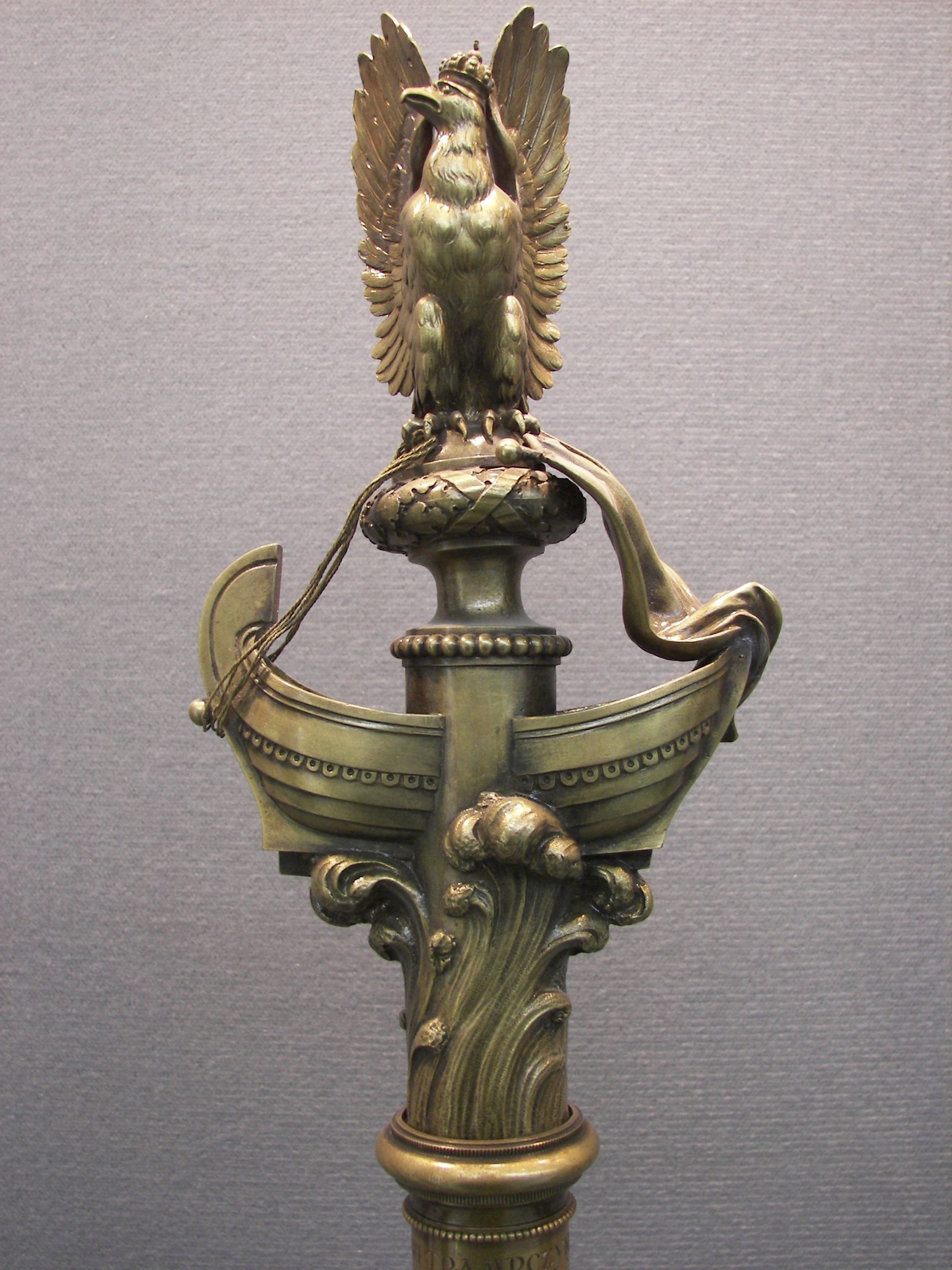
Głownia laski Wojciecha Trąmpczyńskiego, marszałka Sejmu Ustawodawczego 1919–1922. Wykonana przez Firmę Braci Łopieńskich według projektu Józefa Smolińskiego (1921)
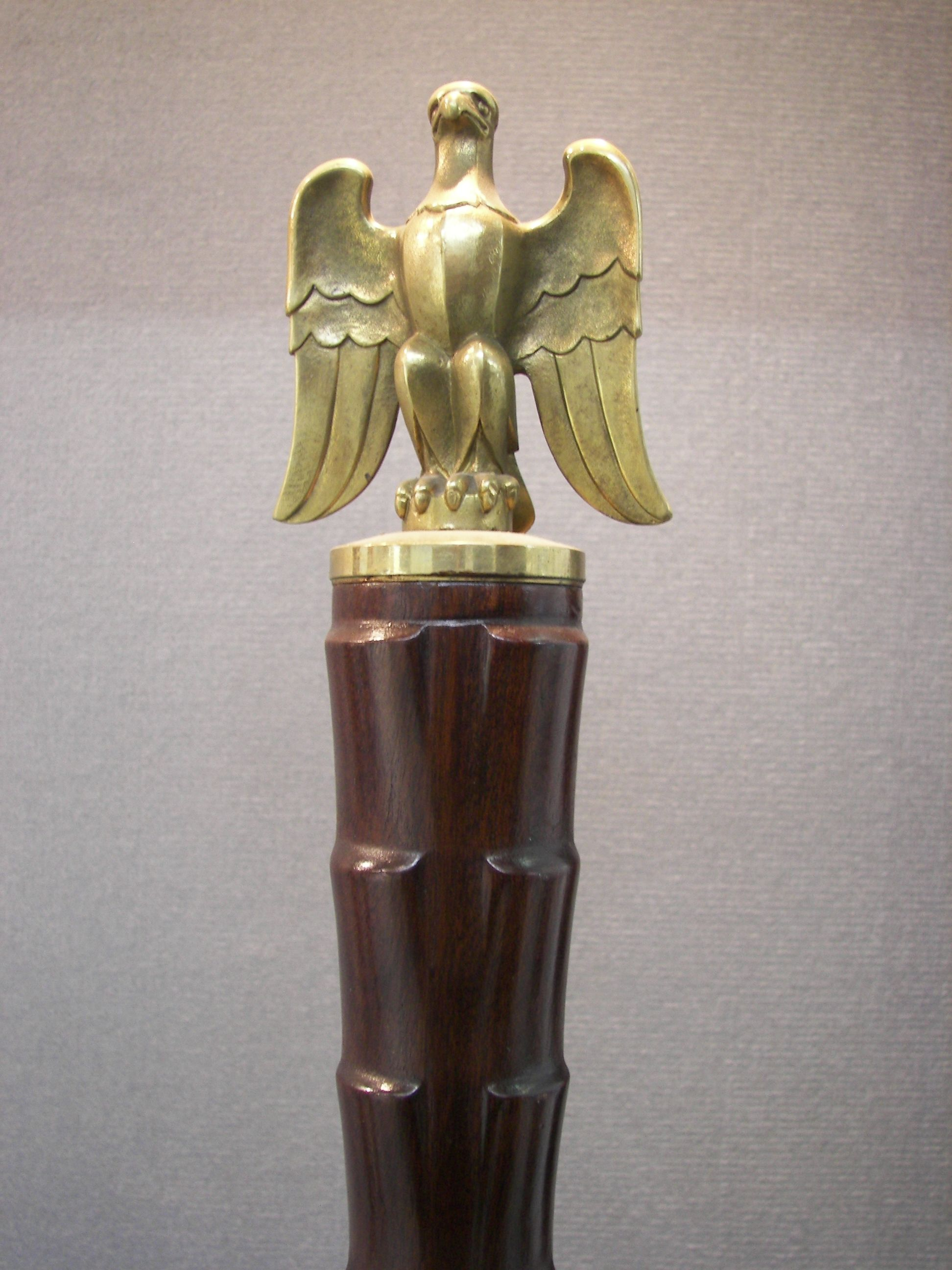
Głownia laski marszałka Sejmu używana w latach 1989–1993. Projektowali Wacław Wojciechowski i Tadeusz Łopieński, 1971